# Neeltje Krijthe
Neeltje Krijthe (Den Haag, 23 juni 1909 – Bennekom, 10 juli 1990) was een Nederlandse landbouwkundige en verzetsstrijder, die samen met haar zus Eltien Krijthe voedselkaarten heeft vervoerd naar Joodse onderduikers tijdens de Tweede Wereldoorlog. Ze heeft negen concentratiekampen overleefd, en ontving een Mobilisatie-Oorlogskruis en de Yad Vashem-onderscheiding Rechtvaardige onder de Volkeren.

## Voor de oorlog
Neeltje Krijthe studeerde samen met haar tweelingzus Eltien aan de Landbouwhoogeschool in Wageningen. Ze woonden in boerderij de Wolfswaard, die eigendom was van Zwaantje Bosman. Na haar afstuderen werkte ze bij het Iepenziekte Comité en Plantenfysiologie.

## Tijdens de oorlog
In 1940 begonnen Neeltje en Eltien met het verspreiden van distributiestamkaarten naar onderduikers. Ook zamelden zij geld in, en verspreidden zij blaadjes die illegaal waren onder het Duitse regime. Jan van Roekel, de zoon van Zwaantje Bosman, woonde ook in de Wolfswaard, en leidde een groep van de Ordedienst. In 1942 kwamen Theo en Marie Stoppelman, twee joodse onderduik(st)ers, ook in de Wolfswaard wonen.
Op 20 mei 1944 kwam de Sicherheitsdienst naar de Wolfswaard. Neeltje en Elthien Krijthe werden gearresteerd omdat er illegale radio-onderdelen waren gevonden. Neeltje en Eltien Krijthe, en Theo en Marie Stoppelman werden naar Arnhem vervoerd om verhoord te worden. Na vijf dagen werden Neeltje en Eltien vervoerd naar Kamp Vught. Vier maanden later werden zij gedeporteerd naar Ravensbrück.
Op 6 september 1944 werd Neeltje vervoerd naar Reichenbach, een buitenkamp van concentratiekamp Groß-Rosen. Hier werkte ze met vijftig andere vrouwen in de fabriek van Telefunken. Hierna werd ze vervoerd naar Minden, na vier weken oostwaarts naar de Volkswagenfabriek in Fallersleben, en hierna naar Salzwedel. In totaal heeft ze gevangen gezeten in negen concentratiekampen, totdat ze op 14 april 1945 werd bevrijd. Op 6 juni 1945 is ze vetrokken naar haar ouders in Bennekom. Haar zus Eltien was overleden op 4 maart 1945.

## Na de oorlog
Na de oorlog keerde ze terug naar de Landbouwhoogeschool, waar ze werkte voor het Centraal Bureau voor Landbouwkundig Onderzoek. Ze groeide uit tot internationaal erkend expert en publiceerde Mededeeling 71 van het Laboratorium voor Plantenphysiologisch Onderzoek. In 1952 ontving zij het Mobilisatie-Oorlogskruis, en op 22 november 1973 uit handen van de Israëlische ambassadeur in Nederland de Yad Vashem-onderscheiding Rechtvaardige onder de Volkeren.
Neeltje Krijthe overleed in Bennekom op 10 juli 1990.
- International Standard Name Identifier: 0000 0003 9230 1857
- Nederlandse Thesaurus van Auteursnamen: 072664657
- Virtual International Authority File: 286323813
- WorldCat: E39PCjCjb3mYmThHyQQYH7w3cP